# فیلیپ زیبا
فیلیپ زیبا (آلمانی: Philipp der Schöne؛ ۲۲ ژوئیه ۱۴۷۸ – ۲۵ سپتامبر ۱۵۰۶) با عنوان نخستین شخص از دودمان هابسبورگ بود که به شاهی کاستیا رسید. او پسر ماکسیمیلیان یکم، امپراتور مقدس روم و ماری، دوشس بورگوندی بود که با خوآنای یکم، ملکه کاستیا ازدواج کرد و با عنوان فلیپه یکم کاستیا (Philip I of Castile) پادشاه تاج کاستیا شد. فیلیپ هرگز نتوانست بر سرزمین‌های امپراتوری مقدس روم حکومت کند، چرا که پیش از پدرش درگذشت، ولی پسر او شارلکن میراث‌خوار دو امپراتوری شد و توانست برای مدتی همه سرزمین‌های تحت سلطه دودمان هابسبورگ را متحد کند.